# ファンガタウファ環礁
座標: 南緯22度15分00秒 西経138度45分00秒 / 南緯22.25000度 西経138.75000度

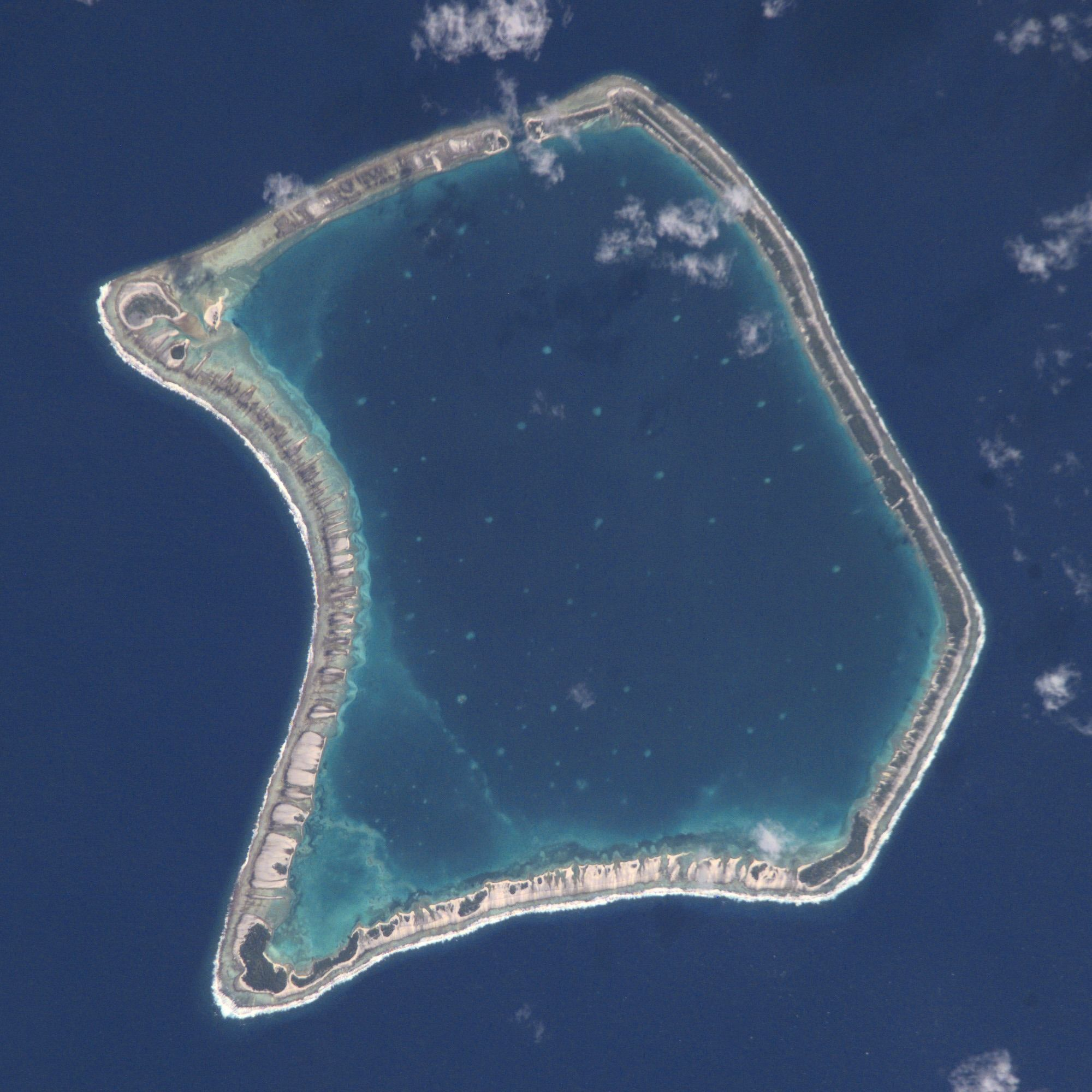
ファンガタウファ環礁

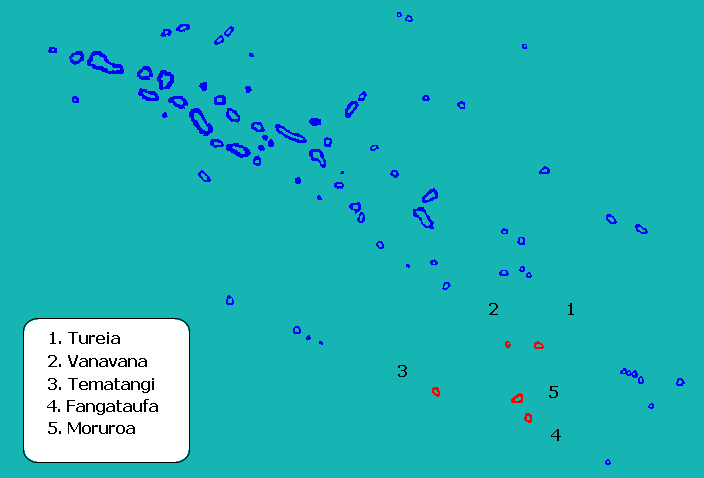
トゥアモトゥ諸島の地図
ファンガタウファ環礁(4) ムルロア環礁(5)

ファンガタウファ環礁（ファンガタウファかんしょう、フランス語: Fangataufa(Fangatafoa) atoll）は、南太平洋にあるフランス領ポリネシアの島である。

## 概要
トゥアモトゥ諸島の一部であり、位置は南緯22°15′、西経138°45′である。同環礁は近くにあるムルロア環礁と共に、およそ200回の核実験が行われたフランスの核実験場であった。
礁湖への進入は環礁最北部にある0.5マイルの水路から行う。水路は幅が約60 m、深さは6.5 mである。礁湖の北東部には長さ12 mの桟橋があり、2.5 mの幅を持つ。もう一つの桟橋は礁湖の東部にあり、50 mの長さと5 mの幅を持つ。ここには荷揚げ用ランプも設置されている。
水路の両岸には信号が設置されている。環礁の北東部には、中規模の輸送機が着陸できる滑走路があったが廃棄された。ファンガタウファ環礁への水路は、チェーンによって封鎖されているが、フランス軍当局によって解除されることがある。
ファンガタウファ環礁は軍用地となっており、その範囲は環礁によって囲まれる礁湖を含んでいる。用地内には許可なしで立ち入ることはできない。

## カノープス
ファンガタウファ環礁はフランスが1968年8月24日に初めて行った二段階熱核実験、コード名「カノープス Canopus」が行われた実験場であった。2.6メガトンの核爆発が生じた。同環礁ではいくつかの地下核実験と同様に三度の大気中核実験が行われた。現在ファンガタウファ環礁は様々な種類の鳥類が保護される野生生物サンクチュアリとして役立っている。